# Konojad-Doły
Konojad-Doły – osada w Polsce położona w województwie wielkopolskim, w powiecie grodziskim, w gminie Kamieniec.
W latach 1975–1998 miejscowość położona była w województwie poznańskim.